# UFC 160
UFC 160: Velasquez vs. Bigfoot 2 fue un evento de artes marciales mixtas celebrado por Ultimate Fighting Championship el 25 de mayo de 2013 en el MGM Grand Garden Arena, en Las Vegas, Nevada.

## Historia
El evento principal contó con una revancha entre el actual campeón de peso pesado de UFC Caín Velásquez y Antônio Silva. En su primer encuentro en UFC 146 el año anterior, Velásquez derrotó a Silva por nocaut técnico en el primer asalto.
Alistair Overeem esperaba enfrentarse a Junior dos Santos en el evento. Sin embargo, a principios de marzo, Overeem se retiró de la pelea alegando una lesión en la pierna. Se anunció inicialmente que la pelea sería reprogramada para un futuro evento, en el verano de este año. Tras la noticia, el 9 de marzo se anunció que dos Santos se quedaría en la tarjeta y se enfrentaría a Mark Hunt.
Ryan Bader esperaba enfrentarse a Glover Teixeira en el evento, pero se retiró de la pelea debido a una lesión en marzo. El sustituto fue James Te-Huna.
Dana White anunció en la conferencia del evento UFC on Fox 7 que el ganador de la pelea Maynard/Grant obtendría la oportunidad por el título de peso ligero de UFC contra el actual campeón Benson Henderson.

## Resultados
1. ↑  Por el Campeonato de Peso Pesado de UFC.

## Premios extra
Cada peleador recibió un bono de $50,000.
- Pelea de la Noche: Junior dos Santos vs. Mark Hunt
- KO de la Noche: TJ Grant
- Sumisión de la Noche: Glover Teixeira